# Mănăstirea „Adormirea Maicii Domnului” din Vălenii de Munte
Mănăstirea „Adormirea Maicii Domnului” din Vălenii de Munte este un monument istoric aflat pe teritoriul orașului Vălenii de Munte. În Repertoriul Arheologic Național, monumentul apare cu codul 131826.05.
Mănăstire de plan triconc format din pronaos lărgit, naos cu abside laterale și altar, semicirculare la interior și poligonale la exterior. Cu turlă deasupra naosului. Pronaos: dreptunghiular, cu latura scurtă paralelă cu axul bisericii, supralărgit față de naos, cu câte o fereastră îngustă în zidurile laterale.
Naos: cu abside laterale semirculare la interior și poligonale la exterior, cu câte două ferestre înguste.
Altar: semicircular și poligonal la exterior, cu câte două ferestre înguste de o parte și de alta a axului longitudinal. În grosimea peretelui de nord se află proscomidia, iar pe latura de sud ușa de acces din exterior. Inițial pronaosul era despărțit de naos prin trei arcade.
În 1737, a fost rezidită de la cca. 2m în sus și s-au adăugat două turle mai mici.
În 1802, după cutremur, clădirea a fost refăcută cu o singură turlă din lemn învelită în tablă.
În 1926, 1941-1945, au loc lucrări de restaurare.
În 1981-1982, biserica a fost consolidată și restaurată. Zidăria a fost refăcută  de la cca. 3m înălțime. Turla a fost refăcută din zidărie.